# 桜井郵便局 (奈良県)
桜井郵便局（さくらいゆうびんきょく）は、奈良県桜井市にある郵便局。民営化前の分類では集配普通郵便局であった。

## 概要
住所：〒633-8799 奈良県桜井市粟殿474-3

### 分室
分室はなし。過去に存在した分室は以下のとおり。
- 保険分室 - 1951年（昭和26年）に廃止。

## 沿革
- 1872年2月3日（明治4年12月25日） - 桜井郵便取扱所として開設[1]。
- 1875年（明治8年）1月1日 - 桜井郵便局（五等）となる。
- 1880年（明治13年） - 為替取扱を開始。
- 1881年（明治14年）6月 - 貯金取扱を開始。
- 1894年（明治27年）3月25日 - 桜井郵便電信局となる。
- 1903年（明治36年）4月1日 - 通信官署官制の施行に伴い桜井郵便局となる。
- 1947年（昭和22年）12月1日 - 磯城郡桜井町大字外山に、保険分室を設置[2]。
- 1951年（昭和26年）9月24日 - 保険分室を廃止[3]。
- 1954年（昭和29年）6月16日 - 電話通話事務の取扱を開始。
- 1956年（昭和31年）10月5日 - 和文電報受付事務の取扱を開始。
- 1972年（昭和47年）2月21日 - 桜井市桜井から、同市粟殿に局舎を新築、移転。
- 1974年（昭和49年）3月18日 - 三輪郵便局（〒639-01→〒633）から集配業務を移管。
- 1999年（平成11年） - 外国通貨の両替および旅行小切手の売買に関する業務取扱を開始。
- 2007年（平成19年）3月5日 - 初瀬（はせ）郵便局から「633-01xx」区域（桜井市（東部山間部区域））の集配業務を移管[4]。
- 2007年（平成19年）10月1日 - 民営化に伴い、併設された郵便事業桜井支店に一部業務を移管。
- 2012年（平成24年）10月1日 - 日本郵便株式会社発足に伴い、郵便事業桜井支店を桜井郵便局に統合。
- 2022年（令和4年）4月1日-かんぽサービス部を設置。

## 取扱内容
- 郵便、印紙、ゆうパック、内容証明
- 貯金、為替、振替、振込、国際送金、国債、投資信託
- 生命保険、バイク自賠責保険、自動車保険
- ゆうちょ銀行ATM（ホリデーザービス実施）
- 桜井市内全域（「633-00xx」「633-01xx」区域）の集配業務
- ゆうゆう窓口

## 風景印
- 図柄は三輪山をバックに国宝・乾漆十一面観音像。局名表記は「桜井」
- 使用開始日は1974年7月1日

## 周辺
- 桜井市役所（桜井市庁）
- 桜井市民会館

## アクセス
- JR桜井線、近鉄大阪線 桜井駅（北口）から北へ800m（徒歩約13分）
- 奈良交通バス 桜井市庁前停留所、もしくは桜井市コミュニティバス 桜井市役所停留所下車
- 京奈和自動車道（大和御所道路） 橿原北ICから東へ約7km
- 国道169号沿い
- 駐車場あり：11台